# Gerena
Gerena – gmina w Hiszpanii, w prowincji Sewilla, w Andaluzji, o powierzchni 129,9 km². W 2011 roku gmina liczyła 7187 mieszkańców. Ostatnim burmistrzem frankizmu i pierwszym z przemian był D. Manuel Vega Tabares.